# Michael Tollin
Michael Tollin, detto Mike (Filadelfia, 6 ottobre 1955), è un regista e produttore televisivo statunitense.

## Filmografia parziale

### Regista
- Hardwood Dreams (1993) - documentario
- Hank Aaron: Chasing the Dream (1995) - documentario
- Cousin Skeeter (1998) - serie TV
- Il sogno di un'estate (Summer Catch) (2001) - film
- Mi chiamano Radio (Radio) (2003) - film

### Produttore
- All That (1994-2005)
- Arli$$ (1996-2002)
- Amanda Show (2000-2001)
- Smallville (2001-2011)
- Le cose che amo di te (What I Like About You) (2002-2006)
- I'm with Her (2003-2004)
- One Tree Hill (2003-2012)
- The Wedding Band (2012-2013)
- The Bleeder - La storia del vero Rocky Balboa (The Bleeder) (2016)